# 마루 게이밍
마루 게이밍(Maru Gaming)은 대한민국의 배틀그라운드, 배틀그라운드 모바일, 발로란트 프로게임단이다.

## 배틀그라운드

### 연혁
- 2021년 12월 8일 : Maru Gaming 창단[1]

### 소속 선수
- 코치 : 신명수

| 이름   | 아이디      | 비고 |
| ------ | ----------- | ---- |
| 이동현 | Shy         | 주장 |
| 김정현 | PURGE       |      |
| 이승민 | Seungmin123 |      |
| 김은호 | Strike_3rd  |      |

### 주요 성적
- 2021 AfreecaTV PUBG League Winter Season 11위
- Huya Stands Cup Season 2 10위
- 배틀그라운드 스매쉬컵 시즌 6 12위
- 2022 PUBG WEEKLY SERIES: EAST ASIA Phase 1 5위
- 2022 AfreecaTV PUBG League Season 1 19위
- PCS 6 ASIA 16위
- 배틀그라운드 스매쉬 컵 2022 시즌 7 4위
- 2022 인천 챌린지 컵 10위
- 2022 PUBG WEEKLY SERIES: EAST ASIA Phase 2 22위
- PUBG ASIA SCRIM Week1 16위
- PUBG ASIA SCRIM Week 2 14위
- Tianming Cup Season 10 Training Competition Week 1 13위
- Tianming Cup Season 10 Training Competition Week 2 10위
- Tianming Cup Season 10 27위
- 2023 PUBG LVUP SHOWDOWN Season1 8위

## 발로란트

### 연혁
- 2021년 8월 23일 : Maru Gaming 창단

### 소속 선수
- 코치 : 정진명

| 이름   | 아이디 | 비고 |
| ------ | ------ | ---- |
| 김하빈 | BeYN   | 주장 |
| 양지온 | Persia |      |
| 박현호 | Felix  |      |
| 김하진 | Secret |      |
| 안병욱 | Hermes |      |

### 주요 성적
- 2022 발로란트 챌린저스 코리아 스테이지 1 공동 5위
- 2022 발로란트 챌린저스 코리아 스테이지 2 준우승
- 발로란트 챔피언스 2022 최종 선발전 동아시아 8위
- 2023 WCG 발로란트 챌린저스 코리아 스테이지 1 3위

## 같이 보기
- 펍지 위클리 시리즈: 동아시아